# Лабрюйер-Дорса
Лабрюйе́р-Дорса́ (фр. Labruyère-Dorsa, окс. La Bruguièra Dorçan) — коммуна во Франции, находится в регионе Юг — Пиренеи. Департамент — Верхняя Гаронна. Входит в состав кантона Отрив. Округ коммуны — Мюре.
Код INSEE коммуны — 31256.

## География
Коммуна расположена приблизительно в 610 км к югу от Парижа, в 22 км к югу от Тулузы.

## Климат
Климат умеренно-океанический. Зима мягкая и снежная, весна характеризуется сильными дождями и грозами, лето сухое и жаркое, осень солнечная. Преобладают сильные юго-восточные и северо-западные ветры.

## Население
Население коммуны на 2010 год составляло 248 человек.
| 1962 | 1968 | 1975 | 1982 | 1990 | 1999 | 2010 |
| ---- | ---- | ---- | ---- | ---- | ---- | ---- |
| 87   | 59   | 59   | 55   | 88   | 143  | 248  |

## Администрация
| Период | Период | Фамилия      | Партия | Примечания |
| ------ | ------ | ------------ | ------ | ---------- |
| 1947   | 1977   | Мальтер Анри |        |            |
| 1977   | 2008   | Моник Лоз    |        |            |
| 2008   | 2020   | Ги Весели    |        |            |

## Экономика
В 2010 году среди 178 человек трудоспособного возраста (15—64 лет) 144 были экономически активными, 34 — неактивными (показатель активности — 80,9 %, в 1999 году было 68,3 %). Из 144 активных жителей работали 138 человек (77 мужчин и 61 женщина), безработных было 6 (3 мужчин и 3 женщины). Среди 34 неактивных 13 человек были учениками или студентами, 13 — пенсионерами, 8 были неактивными по другим причинам.